# Оксфорд (језеро)
Оксфордско језеро  површине 401 km²  по величини је 13. највеће језеро у покрајини Манитоба, а 123. међу највећим језерима Канаде. Налази се на реци Хејс на надморској висини од 186 метара. 
Оксфордско језеро је у јулу 1754. године открио енглески трговац крзном Ентони Ендеј, радник у Компанији Хадсон Бејј.

## Положај и пространство
Језеро се налази у источном делу покрајине Манитоба, североисточно од језера Винипег.
Језеро које се простире у дужину 53 km (у правцу југозапад − североисток), има максималну ширину 14 km.
Површина језера, заједно са острвима у њему, износи 401 km², док је водена површина језера без острва 349 km². Највећа дубина воде је 18 m.
На североисточној обали језера, где протиче река Хејс, налази се насеље Оксфорд Хаус и истоимени аеродром. Око језера постоји још 5 места (насеља и засеока), у радијусу од 100 километара (или 62 миље од центра Оксфордског језера). Најближе место овој области је Пакитахокансик у покрајини Манитоба.

## Географија
Језеро је због карактеристичне климе која влада у овом делу Канаде, од новембра до јуна прекривено дебелом кором леда.
Језеро има изузетно разуђену обалу са бројним заливима, каналима, полуострвима и острвима (површине 52 km²), од којих су највећа острва: 
- Кархил,
- Лојд,
- Кристи,
- Хајерс,
- Џеј.

Река Хејс која протиче кроз језеро од југозапада ка североистоку, по изласку из њега улива се у Хадсонов залив.
У зависности од доба године, овде живи много водених птица и неколико глодара. Понекад језеро посећују и пеликани.